# 世界ウルルン滞在記
『世界ウルルン滞在記』（せかいウルルンたいざいき）は、1995年4月9日から2007年4月1日まで、毎日放送（MBS）と番組制作会社テレビマンユニオンの共同制作により、TBS系列で放送されていたトークショーとクイズ番組を兼ねた世界紀行ドキュメンタリー番組である。
2007年4月15日から『世界ウルルン滞在記"ルネサンス"』として番組をリニューアル。2008年4月20日からはさらに『世界ウルルン滞在記2008』にリニューアルされた。放送時間は、毎週日曜22:00 - 22:54（JST）。

## 概要
毎回日本で活動している俳優や女優・タレントがリポーターとなって海外でホームステイし、様々な事にチャレンジしていく様子をドキュメントとして放送しその中からその国の文化や常識をスタジオの司会者とパネリストがトークを交え、クイズ形式で紹介する。滞在は1週間程度のことが多いが、滞在先に辿り着くまでに3〜4日かかることも珍しくない。
番組名は“出会ウ、泊まル、見ル、体験（タイケン）をとってまとめたもの”と説明されているが、ホストファミリーとの別離の際にステイヤー達（リポーター）が涙する事、それにつられて涙もろい司会者の徳光まで泣くことが多かったため、当時千葉麗子や持田真樹が点眼薬（大正製薬「アイリスCL-1」）のCMで使った目が潤うという意味の「う〜るるん」の台詞と相まって、涙と関係があると誤解されることが多かった。
この類には吹き替えをせず、字幕が使われていた。
この番組の歴代の最高視聴率は2001年12月23日放送分の「あったかい冬!感動再会スペシャル」の21.7%（ビデオリサーチ、関東地区・世帯・リアルタイム）だった。
視聴率は10年以上に渡って安定していたが、2005年ごろから横ばいとなった。2007年4月1日放送の総集編スペシャルをもって『世界ウルルン滞在記"ルネサンス"』としてリニューアルされたが、2008年4月からは『世界ウルルン滞在記2008』となり、クイズ番組的な要素を完全に廃止した点を除き、再び従来の番組フォーマットに先祖帰りする。
2008年9月14日の放送をもって13年半のレギュラー放送を終了した。
2011年4月10日にウルルンシリーズ2年半ぶりの復活となる『世界ウルルン滞在記 みんな元気に!復活スペシャル』が放送された。
2008年10月から2013年3月まで、未公開映像を加えて再構成された『世界ウルルン滞在記リターンズ』がBS-TBSで放送された。
2015年8月15日、『世界ウルルン滞在記・2015夏の特別編～ドイツ平和村再会スペシャル～』が放送された（ナビゲーター：徳光和夫、リポーター：東ちづる、ナレーター：下條アトム）。
2019年3月24日、21:00 - 22:48に『世界ウルルン滞在記2019』が放送され、バナナマンらが出演した。
2021年8月8日より毎週日曜20:30から『世界ウルルン滞在記～セレクション～』をホームドラマチャンネルで放送中である。8月は放送順に玉木宏、小栗旬、小池栄子、高橋一生、真木よう子、向井理の出演回を放送した。9月以降は放送日時を変更して放送する。11月からは放送順に藤原竜也、竹内結子、竹財輝之助、水野美紀の出演回に変更して放送する。また12月には藤原、竹内が出演した2時間スペシャルも放送する。

## 出演者

### 司会
- 徳光和夫（1995年4月9日 - ）（初回から翌年3月24日までは単独司会）
- 設楽統（バナナマン）（2019年のみ）

### アシスタント
- 高橋由美子（初代、1996年4月14日 - 1997年3月30日）
- 酒井美紀（2代目、1997年4月13日 - 1999年3月28日）
  - 1999年10月10日、2006年4月2日の2時間スペシャルではリポーター役
  - 2008年9月14日の「さよなら大感謝祭スペシャル!」（真の最終回）ではスタジオゲスト役
- 相田翔子（3代目、1999年4月11日 - 2006年4月2日）
  - 1996年1月21日、1998年11月1日、2007年8月12日（世界ウルルン滞在記"ルネサンス"）の放送分ではリポーター役
  - 2006年10月1日、2007年1月7日の2時間スペシャルおよび2007年4月1日の最終回スペシャルではパネラー役
  - 2008年9月14日の「さよなら大感謝祭スペシャル!」ではスタジオゲスト役
- 木佐彩子（4代目、2006年4月23日 - 2007年4月1日）
  - フジテレビ退社後初となる他系列局番組レギュラー。

### パネリスト
レギュラー
- 石坂浩二

準レギュラー
- 三宅裕司
- 黛まどか
  - ここまでは初期のレギュラーだった。
- 清水圭
  - 2006年4月2日までレギュラー。同年5月7日から準レギュラー
- 山瀬まみ
- 西田ひかる
- YOU
- はな
- 小池栄子
- MEGUMI
- ピーコ
- 沢村一樹
- 木村祐一
- 泉谷しげる
- 牧瀬里穂
- 森口博子

ほか

### ナレーター
- 下條アトム
- 冨永みーな

2001年徳光が心臓発作で休養し、3週清水圭が代行として務め、1週だけ三宅裕司が代行として務めたことがある。また、番組開始当初から現在まで出演していたのは司会の徳光と解答者の石坂のみ（両者とも病気療養期間中を除く）である。
番組冒頭の下條による「〜が〜で〜と出会った」という特徴的なナレーションは高い認知度を誇った。また、もうひとりのナレーターの冨永はクイズ出題の際のナレーションを担当する。冨永が産休の際には元秋田放送アナウンサーの村野日南が代行を務めた。
解答者は番組開始の1995年4月9日から2006年3月26日の放送分まで4人だった（2時間スペシャルの場合は8人4組）が、2006年4月23日放送分以降からは5人になった。

## クイズのルール・賞品
- ドキュメンタリーを中心としたクイズ番組であり、レギュラー解答者（パネリスト）2人を含む4人（2006年4月23日放送分以降からはレギュラー解答者1人を含む5人）に2問が出題された。1問目は1ポイント、2問目は2ポイントで、得点が多かった解答者にトップ賞（取材地からのおみやげ）が贈られた。但し2ポイント以上獲得しない（第2問に不正解）とトップ賞をもらうことができず、その場合観客にトップ賞が贈られた。さらに全問正解した解答者が1人でも出れば、視聴者の中から1組2名にジャルパックで行く海外旅行が贈られた（それ以外はこの日のトップ賞の賞品）。
- 徳光がクイズの際、解答者（パネリスト）のパネルを開いて答えを確認する時、かつて自身も司会を務めたTBS『クイズダービー』と同様に「せーのドン!」と発する。また、シンギングタイム前に巨人（司会の徳光が大の巨人ファンであること）絡みネタや競馬（特にJRA主催の中央競馬）絡みネタのヒントをたまに出していた[注 1]。

## 補足・備考
- 放送開始当初はパネリスト（解答者）4人（うちゲスト1人）である。3問クイズが出題され、得点表示がなく、徳光の独断と偏見でトップ賞を決めた。その後ルールが変更され、2000年4月から2問に減りルールも現在のものに至った。そのためか、最近は2問とも正解してトップ賞が出るというケースが目立った。
- 放送初期～2004年まではしばしばプロ野球中継（TBS系列局制作の横浜ベイスターズ(現・横浜DeNAベイスターズ)・中日ドラゴンズ・阪神タイガース・広島東洋カープ主催（特にTBSは横浜ベイスターズ（現・横浜DeNAベイスターズ）主催試合、当番組の製作局であるMBSは阪神タイガース主催試合[注 2]、CBCは中日ドラゴンズ主催試合、RCCは広島東洋カープ主催試合の放映権を所持）の巨人戦中継）の延長オプションで最大22:30～23:24まで放送されていた。
- 1995年4月9日放送分は第13回統一地方選挙の前半選挙開票特番を編成した一部の系列局は22:30～23:24まで放送し、他の系列局は22:00～22:54まで放送した（他の系列局は終了後に前半選挙開票特番を編成）。
- 1995年10月22日放送分は日本シリーズオリックスブルーウェーブ対ヤクルトスワローズ戦中継の延長オプションで23:30～翌0:24に放送し、唯一月曜にまたがって放送された。
- 2000年放送の『明石家マンション物語』（フジテレビ）のコーナーである「クレーマークレーマー」にて「徳光さんがあんなに泣くのならティッシュ置くべき」や「相田翔子ちゃんに感情がない」と文句を言った際、明石家さんまが苦情の電話をかける（フリの）シーンであの時間帯で番組をやりたいがために「ウルルン（日曜10時枠から）どけ!」と言っていた。
- この番組ではホームステイ先に辿り着くまでに3・4日かかることも珍しくないが、1度だけアフリカのとある国でホームステイ先に辿り着けなかったことがあった。これは首都の空港に到着直後そこでクーデターに巻き込まれ、ホテルに缶詰にされたため。
- 当番組は2001年に「グッドデザイン賞 審査委員長特別賞/メディアデザイン賞」を受賞しており、テレビ番組としては初の受賞作品となっている。
- 2003年3月30日放送分は番組冒頭で突然ブラックアウトになり、その後「恐れ入りますがこのまましばらくお待ち下さい」というお詫び画面が表示され、数分後に砂嵐画面になりブラックアウトし、再びお詫び画面が表示されるという放送事故が発生した。
- 2003年12月14日放送分はアメリカ軍によるイラク・フセイン元大統領拘束関連ニュースを緊急編成した為、22:10～23:04まで放送した。
- ナレーターの下條は当初、2～3回の収録分だけで終わる予定だった。しかし好評なことから契約が延長され、最終的に12年間続いたという（『MBSドクホン』のインタビューより）。なお、下條は一度だけパネラー席に座ったことがある。
- 原千晶の「タイの舟そばに出会った」の回においてステイ先の婦人が原の健闘を称える際に「一週間よく頑張った」との字幕を出し、ナレーションも「1週間ステイした」と放送した。しかし放送終了後、在日タイ人からステイ先の婦人が発した言葉は「3日間よく頑張った」であるとの指摘を受けてヤラセ疑惑が生じた（番組スタッフの釈明は「翻訳ミス」）。
- 過去にたった一度だけ放送がお蔵入りになりかけた回があった。その回は照英がホームステイしたのだが、撮影を終え帰りの空港で待っていたところ、撮影済みのテープのほとんどが入ったカバンを盗まれてしまい放送が出来なかった。この盗まれた瞬間をたまたま監視カメラに収められていた為、その映像を国で放送したところ、盗まれた荷物全てが戻り、後日放送される事となった。
- 「ラーメンの鬼」で知られるラーメン職人の佐野実が出演した時、日本に支店を出そうと考えて来日していた、元滞在人の中国のラーメン職人に「このチャーシューは癖があるので日本では受けない」と強く指摘し、中国側も負けじと「そんなことはない。この味は日本人にも絶対に受けるはずだ」と激昂して詰め寄ったため、番組が一瞬凍りついたことがある。二人はカメラ映りから外されたが、収録中になおも激論を重ねたらしく、中国職人が再び登場した際には「話し合いは済みましたか？」と徳光から話題を振られ「ああ、済んだ」と満足そうな笑みを浮かべていた。
- 2016年12月から有料会員サイト「MBS動画イズム４４４」で番組配信が始まった。毎月10本程度追加されている。
- 2024年9月よりスポットCMとしてオンエアされている味の素『生オリーブオイルソース〈瀬戸内レモン〉』のテレビCMでは下条がナレーションを担当しており、CM本編のナレーションの内容も世界ウルルン滞在記のナレーションを完全に意識したものとなっている[3]。

## エンディング
毎回、旅の思い出のシーンが蘇る回想部分から、最後に協賛航空会社である日航ジャンボ機が映し出される映像（当初、日航ジャンボ機の映像はなく、エンディングの後、すぐに次週の予告編となっていた）は、その名の通り、締めに相応しいエンディングだった。その後、放送開始から満10年を過ぎ、エンディングテーマも数十回変わって放送された。
| OA年月                | タイトル                                              | アーティスト               |
| --------------------- | ----------------------------------------------------- | -------------------------- |
| 1995年4月〜6月        | 何度も叫んだ                                          | 大江千里                   |
| 1995年7月〜9月        | ふたりのステージ                                      | 財津和夫                   |
| 1995年10月〜12月      | 未来飛行                                              | 徳永英明                   |
| 1996年1月〜3月        | 愛をつかもうよ                                        | GAO                        |
| 1996年4月〜6月        | すべてここにあるよ                                    | EX-IT                      |
| 1996年7月〜9月        | WILL YOU MARRY ME?                                    | 高橋由美子                 |
| 1996年9月〜12月       | Brand-new winter 〜ヴァージン・スノウを探しに行こう〜 | TWO of US                  |
| 1997年1月〜3月        | バイーア                                              | 熊谷幸子                   |
| 1997年4月〜6月        | LOVE is No.1                                          | 甲斐よしひろ               |
| 1997年7月〜9月        | BAKU                                                  | 陣内大蔵                   |
| 1997年10月〜12月      | 振り向かない                                          | 山崎まさよし               |
| 1998年1月〜3月        | 僕がしてあげられること                                | 秋山紗登子                 |
| 1998年4月〜5月        | 最新伝説                                              | 井上陽水                   |
| 1998年6月〜7月        | ひまわり                                              | 奥居香（現・岸谷香）       |
| 1998年8月〜10月       | indigo                                                | 酒井美紀                   |
| 1998年10月〜12月      | メビウス                                              | 比屋定篤子                 |
| 1999年1月〜3月        | We're the One                                         | 高橋洋子                   |
| 1999年4月〜6月        | ライ ライ ライ                                        | バーゲンズ                 |
| 1999年7月〜9月        | 冒険王                                                | ORIGINAL LOVE              |
| 1999年10月〜12月      | この愛を                                              | 鈴木祥子                   |
| 2000年1月〜3月        | 涙がキラリ☆                                           | スピッツ                   |
| 2000年4月〜6月        | 忘れてた、思い出のように                              | 小田和正                   |
| 2000年7月〜9月        | 感謝しているヨ!                                       | 松田聖子                   |
| 2000年10月            | Fly Away                                              | 五島良子                   |
| 2000年11月〜12月      | BRILLIANT WORLD                                       | THE YELLOW MONKEY          |
| 2001年1月〜3月        | ハナムケノハナタバ                                    | 花*花                      |
| 2001年4月〜6月        | LINE                                                  | ORIENTA                    |
| 2001年6月〜11月       | 旧友再会                                              | 河島英五とアナム&マキ      |
| 2001年11月〜2002年1月 | Embraced Love                                         | Changin' My Life           |
| 2002年1月〜3月        | 大海 〜DA HAI〜                                       | JAYWALK                    |
| 2002年4月〜6月        | やさしい手紙                                          | SMOOTH ACE                 |
| 2002年6月〜8月        | みんな元気かい                                        | Two brain Two hearts       |
| 2002年8月〜10月       | Turtle Walk                                           | 槇原敬之                   |
| 2002年10月〜2003年1月 | OVER                                                  | 東龍太郎                   |
| 2003年1月〜4月        | さくら (独唱)                                         | 森山直太朗                 |
| 2003年4月〜6月        | はなびら                                              | 池田綾子                   |
| 2003年6月〜8月        | 小さな花                                              | カン・ダヒョン             |
| 2003年8月〜11月       | あの素晴しい愛をもう一度                              | ザ・フォーク・クルセダーズ |
| 2003年11月〜2004年1月 | 手紙（ピアノアレンジ）                                | 諫山実生                   |
| 2004年1月〜2月        | さくらさらり                                          | Cry&Feel it                |
| 2004年2月〜3月        | 花水木                                                | A・cappellers              |
| 2004年4月〜6月        | My Way                                                | Hot Dog                    |
| 2004年7月〜9月        | SANCTUARY 〜夢の島へ〜                                | 林明日香                   |
| 2004年10月〜12月      | たましいの島                                          | 小野綾子                   |
| 2004年12月〜2005年1月 | 止めないで                                            | 笹川美和                   |
| 2005年1月〜3月        | ナキムシのうた                                        | 風味堂                     |
| 2005年4月〜6月        | あした、天気になれ。                                  | ユンナ                     |
| 2005年6月〜8月        | 正義は勝つ                                            | 小田和正                   |
| 2005年8月〜12月       | 三日月ラプソディー                                    | RYTHEM                     |
| 2006年1月〜3月        | 華                                                    | 華原朋美                   |
| 2006年3月〜4月        | 旧友再会                                              | 河島英五とアナム&マキ      |
| 2006年4月〜6月        | 雨虹 -no rain, no rainbow-                            | Miss Monday                |
| 2006年6月〜8月        | Love Is Over Now HOME                                 | アンジェラ・アキ           |
| 2006年8月〜2007年1月  | さよならの表情                                        | キンモクセイ               |
| 2007年1月〜3月        | 紙ヒコーキ                                            | 植村花菜                   |

## スタッフ
番組プロデューサーであり、テレビマンユニオン社長の白井博はかつて『アメリカ横断ウルトラクイズ』（日本テレビ）の総合演出・プロデューサーを務めた。その際に培った「海外体験型ドキュメンタリー」の制作経験を生かしてのちに毎日放送で『地球ZIG ZAG』を立ち上げ、同じスタッフと『世界ウルルン滞在記』を制作するに至った。構成作家の稲原誠・田淵寛も『アメリカ横断ウルトラクイズ』からのスタッフである。

### レギュラー
- ロケディレクター：（テレビマンユニオンのスタッフが週代わりで担当）
- 構成：稲原誠、田淵寛
- リサーチ：伊藤暢子、前田奈苗、吉本珠代（週替わり）
- 音楽：手使海ユトロ、テーマ曲「風たちとの出逢い」
- 音楽プロデューサー：友野久夫
- 現場の撮影コーディネーター：フランス，イギリス，ザンビア，エチオピア，ベナン，ジブチ：エクセルマン・プロダクションズ

- スタジオ
  - TD：島方春樹
  - カメラ：川崎昭
  - VE：高垣俊宏 → 吉田崇
  - VTR：山本米勝 → 白鳥好一
  - 音声：竹山裕隆 → 森永茂 ← 吉田勉
  - 照明：出口勉
  - 美術制作：渡辺勝
  - 美術デザイン：根本研二
  - 美術進行：林政之（ING）
  - 化粧：斉藤有希子
  - 記録：阿部直子
  - マルチ：谷川悟 → 鈴木豊
- VTR編集：渡辺正宏（TDK → e-na）
- MA：吉田肇
  - 音響効果：片野正美、竹中絵美
- 番組宣伝：安藤ひと実（毎日放送）
- 制作デスク：望月麻美
- 制作プロデューサー：竹村香、生尾典之
- 海外プロデューサー：太田由貴、津田環
- キャスティングプロデューサー：藤村恵子、髙木昇、高城朝子
- 技術協力：渋谷ビデオスタジオ、TDKビデオセンター → e-naスタジオ
- 衣装協力：東レディプロモード、東レきもの販売他
- 協力：日本航空、ジャルパック、デジタルサイト他
- スタジオ演出：梛木泰西
- プロデューサー：白井博、梛木泰西（以上テレビマンユニオン）/山田尚 → 河村盛文→中野伸二（以上毎日放送）
- 製作：テレビマンユニオン、毎日放送

### 世界ウルルン滞在記2019
- ディレクター：東考育、宇都浩一郎、石原徹、河原剛、坂田能成

- 構成：稲原誠
- リサーチ：伊藤暢子
- 撮影：岡本亮
- VE：向理史、伊奈勇人
- 編集：大川義弘、舛本賢治

- スタジオ
  - TM：相澤伸之介
  - TD：柳田智明
  - カメラ：廣岡達之
  - VE：森竜二
  - VTR：港里実
  - 音声：藤井忍
  - 照明：山本和宏
  - TK：阿部直子
  - 美術プロデューサー：小美野淳一
  - 美術デザイナー：西條実、岩井愛
  - 美術制作：落合竜司
  - 装置：鈴木匡人
  - 操作：湯澤宗平
  - アクリル装飾：渡邉卓也
  - 電飾：田谷尚教
  - メカシステム：安倍和也
  - 花装飾：石井信彦
  - ヘアメイク：斎藤有希子

- CG：島ヨシユキ
- EED：馬込壮志、水津太盛
- MA：森岡浩人
- 音効：片野正美、塩屋吉絵
- 音楽：手使海ユトロ
- 音楽プロデューサー：友野久夫
- 技術協力：IMAGICA Lab.、東通、ティ・エル・シー、TAMCO、アックス、UNITE TOKYO
- デスク：望月麻美、藤村茉耶
- SNS：浜田玲
- 編成：向功、近藤千笑子（以上毎日放送）
- 宣伝：安藤ひと実、中澤陽子（以上毎日放送）
- スチール：森下里香
- 演出補：二階堂茜、本庄栞、福島広子、林泰斗、角田沙也香、村上峻（以上テレビマンユニオン）
- スタジオ演出：大島明（テレビマンユニオン）
- FD：高木昇（テレビマンユニオン）
- 制作プロデューサー：生尾典之、飯笹雅之（以上テレビマンユニオン）
- プロデューサー：藤村恵子、竹村香（以上テレビマンユニオン）
- チーフプロデューサー：上野大介（毎日放送）
- ゼネラルプロデューサー：白井博（テレビマンユニオン）
- 製作：テレビマンユニオン、毎日放送

## ネット局
| 放送対象地域   | 放送局                    | 系列           | 放送曜日・放送時間       | 遅れ       | 備考                                                                       |
| -------------- | ------------------------- | -------------- | ------------------------ | ---------- | -------------------------------------------------------------------------- |
| 近畿広域圏     | 毎日放送（MBS)            | TBS系列        | 日曜 22時00分 - 22時54分 | 同時ネット | 製作局                                                                     |
| 北海道         | 北海道放送（HBC）         | TBS系列        | 日曜 22時00分 - 22時54分 | 同時ネット |                                                                            |
| 青森県         | 青森テレビ（ATV）         | TBS系列        | 日曜 22時00分 - 22時54分 | 同時ネット |                                                                            |
| 岩手県         | IBC岩手放送（IBC）        | TBS系列        | 日曜 22時00分 - 22時54分 | 同時ネット |                                                                            |
| 宮城県         | 東北放送（TBC）           | TBS系列        | 日曜 22時00分 - 22時54分 | 同時ネット |                                                                            |
| 山形県         | テレビユー山形（TUY）     | TBS系列        | 日曜 22時00分 - 22時54分 | 同時ネット |                                                                            |
| 福島県         | テレビユー福島（TUF）     | TBS系列        | 日曜 22時00分 - 22時54分 | 同時ネット |                                                                            |
| 関東広域圏     | 東京放送（TBS）           | TBS系列        | 日曜 22時00分 - 22時54分 | 同時ネット | 現・TBSテレビ                                                              |
| 山梨県         | テレビ山梨（UTY）         | TBS系列        | 日曜 22時00分 - 22時54分 | 同時ネット |                                                                            |
| 新潟県         | 新潟放送（BSN）           | TBS系列        | 日曜 22時00分 - 22時54分 | 同時ネット |                                                                            |
| 長野県         | 信越放送（SBC）           | TBS系列        | 日曜 22時00分 - 22時54分 | 同時ネット |                                                                            |
| 静岡県         | 静岡放送（SBS）           | TBS系列        | 日曜 22時00分 - 22時54分 | 同時ネット |                                                                            |
| 富山県         | チューリップテレビ（TUT） | TBS系列        | 日曜 22時00分 - 22時54分 | 同時ネット |                                                                            |
| 石川県         | 北陸放送（MRO）           | TBS系列        | 日曜 22時00分 - 22時54分 | 同時ネット |                                                                            |
| 中京広域圏     | 中部日本放送（CBC）       | TBS系列        | 日曜 22時00分 - 22時54分 | 同時ネット | 現・CBCテレビ                                                              |
| 鳥取県・島根県 | 山陰放送（BSS）           | TBS系列        | 日曜 22時00分 - 22時54分 | 同時ネット |                                                                            |
| 岡山県・香川県 | 山陽放送（RSK）           | TBS系列        | 日曜 22時00分 - 22時54分 | 同時ネット | 現・RSK山陽放送                                                            |
| 広島県         | 中国放送（RCC）           | TBS系列        | 日曜 22時00分 - 22時54分 | 同時ネット |                                                                            |
| 山口県         | テレビ山口（tys）         | TBS系列        | 日曜 22時00分 - 22時54分 | 同時ネット |                                                                            |
| 愛媛県         | あいテレビ（ITV）         | TBS系列        | 日曜 22時00分 - 22時54分 | 同時ネット |                                                                            |
| 高知県         | テレビ高知（KUTV）        | TBS系列        | 日曜 22時00分 - 22時54分 | 同時ネット |                                                                            |
| 福岡県         | RKB毎日放送（RKB）        | TBS系列        | 日曜 22時00分 - 22時54分 | 同時ネット |                                                                            |
| 長崎県         | 長崎放送（NBC）           | TBS系列        | 日曜 22時00分 - 22時54分 | 同時ネット |                                                                            |
| 熊本県         | 熊本放送（RKK）           | TBS系列        | 日曜 22時00分 - 22時54分 | 同時ネット |                                                                            |
| 大分県         | 大分放送（OBS）           | TBS系列        | 日曜 22時00分 - 22時54分 | 同時ネット |                                                                            |
| 宮崎県         | 宮崎放送（MRT）           | TBS系列        | 日曜 22時00分 - 22時54分 | 同時ネット |                                                                            |
| 鹿児島県       | 南日本放送（MBC）         | TBS系列        | 日曜 22時00分 - 22時54分 | 同時ネット |                                                                            |
| 沖縄県         | 琉球放送（RBC）           | TBS系列        | 日曜 22時00分 - 22時54分 | 同時ネット |                                                                            |
| 秋田県         | 秋田テレビ（AKT）         | フジテレビ系列 | 日曜 9:00 - 9:54         | 遅れネット | 2001年以降、通常版の枠拡大となるスペシャル放送回は臨時非ネットとしていた。 |

最終回を待たずして打ち切った系列外ネット局
- 福井テレビ(FTB、フジテレビ系列) …土曜 13:30 - 14:24（1998年9月に打ち切り）。

## 世界ウルルン滞在記リターンズ
『世界ウルルン滞在記リターンズ』はBS-TBSで放送されていた番組。司会は徳光和夫。『世界ウルルン滞在記』で放送されたドキュメンタリーに未公開映像を加えて再構成した番組（本放送時のクイズ部分・スタジオのトーク部分はなく、代わりに下條アトムが『世界ウルルン滞在記DVD』の宣伝を入れる形となっていた。そのため冨永みーなのナレーションは『世界ウルルン滞在記リターンズ』では出てこない）。番組のオープニングとエンディングで徳光による解説が入れられていた。放送は毎週金曜日22:00～22:54（JST)だったが、隔週本放送、隔週再放送という放送構成となっていた。2013年春に全ての内容が終わり放送終了。

## 関連商品

### DVD
- 『世界ウルルン滞在記』（2009年、東宝） - エンディングに日航ジャンボ機の映像無し。

1. 小栗旬
2. 上地雄輔
3. 玉木宏
4. 塚本高史
5. 藤原竜也
6. 山本太郎 - 以上はエンドテーマ曲がCure Rubbishの「またね。」。1月23日発売。
7. 阿部サダヲ
8. 佐藤隆太
9. つるの剛士
10. 溝端淳平
11. 安田美沙子
12. 優木まおみ - 以上はエンドテーマ曲がMellowheadの「南ウイング」となっている。11月20日発売。
13. 成宮寛貴

- 『戦場で傷ついた子どもたち ドイツ国際平和村の10年（世界ウルルン滞在記特別編）』（2010年、テレビマンユニオン）
- 『世界ウルルン滞在記　向井理 カンボジア編 2007 ＆2011　ディレクターズカット版』（2011年、東映）

### 書籍
- 『世界ウルルン滞在記―“旅人”20人が綴る感動の自分探し』（1998年、光文社）
- 『世界ウルルン滞在記 料理修業編―16人の台本のない感動物語』（1999年、光文社）
- 『世界ウルルン滞在記―旅ではじけた11人の新しい魅力』（2002年、TBSサービス）
- 「世界ウルルン滞在記」制作スタッフ編『世界ウルルン滞在記 永久保存版』（2008年、ポプラ社）

### サウンドトラック
- 『世界ウルルン滞在記 オリジナルサウンドトラック』（1996年、ポニーキャニオン）
- 『世界ウルルン滞在記 テーマソングス』（2005年、ユニバーサル・インターナショナル）